# Songshu Shuiku
Songshu Shuiku (kinesiska: 松树水库) är en reservoar i Kina. Den ligger i provinsen Liaoning, i den nordöstra delen av landet, omkring 240 kilometer sydväst om provinshuvudstaden Shenyang. Songshu Shuiku ligger 99 meter över havet. Arean är 3,6 kvadratkilometer. Trakten runt Songshu Shuiku består till största delen av jordbruksmark. Den sträcker sig 3,2 kilometer i nord-sydlig riktning, och 4,0 kilometer i öst-västlig riktning.
Genomsnittlig årsnederbörd är 978 millimeter. Den regnigaste månaden är juli, med i genomsnitt 284 mm nederbörd, och den torraste är januari, med 9 mm nederbörd.